# Armacia nigrifrons
Armacia nigrifrons är en insektsart som först beskrevs av Walker 1858.  Armacia nigrifrons ingår i släktet Armacia och familjen Ricaniidae. Inga underarter finns listade i Catalogue of Life.